# Hellman & Friedman
Hellman & Friedman LLC (H&F) è una società di investimento statunitense, fondata nel 1984 da Warren Hellman e Tully Friedman; investe principalmente in acquisizioni con leva finanziaria e investimenti in capitale di crescita. H&F ha concentrato i propri sforzi su diversi settori target, tra cui media, servizi finanziari, servizi professionali e servizi di informazione. L'azienda tende a evitare attività ad uso intensivo di risorse o altre attività industriali (ad esempio produzione, prodotti chimici, trasporti). H&F ha sede a San Francisco, con uffici a New York e a Londra. Nel 2022 gestiva un patrimonio (AUM) di 80 miliardi di dollari.

## Storia
Hellman & Friedman è stata fondata nel 1984 da Warren Hellman e Tully Friedman. Prima di H&F, Hellman è stato socio fondatore di Hellman, Ferri Investment Associates, che in seguito sarebbe diventata Matrix Management Company, in seguito tra le più grandi società di venture capital negli Stati Uniti. In precedenza, Hellman ha lavorato nel settore dell'investment banking presso Lehman Brothers, dove ha ricoperto il ruolo di presidente, nonché capo della divisione Investment Banking e presidente di Lehman Corporation, Tully Friedman è stato amministratore delegato presso Salomon Brothers. Nel 1997 Friedman lasciò l'azienda per fondare Friedman Fleischer & Lowe, una società di private equity con sede anch'essa a San Francisco.

### L'espansione in quattro settori
Hellman & Friedman ha acquistato l'azienda DoubleClick nel 2005, ha riorganizzato la struttura, ha aggiunto al pacchetto Falk & Solutions AG (non collegata a Falk Verlag) e l'ha poi venduta nell'aprile 2007 per 3,1 miliardi di dollari a Google Inc. Nello stesso periodo ha rilevato una partecipazione del 19,4% nella Axel Springer AG in Germania vendendo poi le sue azioni nel 2008 alla Deutsche Bank. Detiene inoltre una partecipazione del 18,58% in German Media Partners LP, una partnership con altre società di fondi e con l'imprenditore dei media Haim Saban.
L'espansione ha un forte impulso: nel 2006 la società di ricerche di mercato The Nielsen Company, nel 2007 Catalina Marketing, nel 2008 l'agenzia fotografica Getty Images e le sue filiali (incluso iStockphoto). Nel 2014 l'azienda ha rilevato anche il 70% del Scout Group da Deutsche Telekom. Nel 2010 ha acquisito Internet Brands Inc. che impiega più di 7.000 persone in più di 40 paesi in tutto il mondo. Hellman & Friedman decide di concentrarsi su quattro mercati verticali: automotive, salute, diritto e alloggio/viaggi.  Dispone anche di numerosi siti web, in particolare forum e social networks.
Nel 2011, H&F impiegava circa 50 professionisti degli investimenti e faceva uso di un software, comprato per 1,1 miliardo di dollari e chiamato Renaissance Learning, che fornisce metodi di vlutazione come test elettronici che adattano le domande in tempo reale a seconda del successo con cui lo studente sta rispondendo. Nel marzo 2014, l'azienda ha acquisito in Canada per circa 4,4 miliardi di dollari Hub International, il più grande broker assicurativo canadese.  Nel febbraio 2015 ha avviato un'offerta pubblica di acquisto di circa 2 miliardi di sterline per la società di auto usate Auto Trader. Nel maggio 2016, H&F ha concluso un accordo per l'acquisizione della società di gestione dei costi sanitari MultiPlan Inc. per circa 7,5 miliardi di dollari.
Il 18 maggio 2017, Hellman & Friedman ha fatto un'offerta da 2,9 miliardi di dollari australiani per Fairfax Media in Australia, iniziando una "battaglia di offerte" con TPG Group per l'azienda. Sempre nel 2017, la società ha acquisito il fornitore di servizi finanziari danese Nets per 4,4 miliardi di euro. Nel giugno 2018 ha assunto una partecipazione di controllo nella società di monitoraggio della sicurezza, SimpliSafe.
Nel febbraio 2019 ha acquistato Ultimate Software per 11 miliardi di dollari, una transazione interamente in contanti. Da allora Ultimate Software è stato abbinato a Kronos Incorporated dando così vita al marchio Ultimate Kronos Group. Nel dicembre 2019, Hellman & Friedman ha acquisito AutoScout24, un mercato digitale automobilistico europeo, per 2,9 miliardi di euro (3,2 miliardi di dollari).
Nel 2020, Hellman & Friedman ha aderito alla Modern Leadership Initiative di Diligent Corporation e si è impegnato a creare cinque nuovi ruoli nel consiglio di amministrazione tra le società in portafoglio per candidati razzialmente diversi. Nel luglio 2021 è stato annunciato che Hellman & Friedman ha acquistato At Home.
Nel novembre 2021, H&F e Bain Capital hanno concordato l'acquisizione di AthenaHealth per 17 miliardi di dollari.